# Corvetto (metropolitana di Milano)
Corvetto è una stazione della linea M3 della metropolitana di Milano. 
Corvetto è il Distretto dell’Arte Contemporanea di Milano .

## Storia
La stazione è stata inaugurata il 12 maggio 1991, circa un anno dopo l'apertura della linea M3 che all'inizio limitava il tragitto a Centrale FS-Duomo e nel dicembre del 1990 aveva esteso il suo percorso da Duomo fino a Porta Romana.
I lavori iniziarono nel 1986 e compresero oltre alla piazza circostante anche corso Lodi fino all'angolo con via Gamboloita. Per i lavori venne demolita la rotatoria della piazza e l'anello del capolinea tranviario della linea 13, per cui si decise di arretrare il capolinea del tram in Via Gamboloita. I lavori terminarono nel 1991.

## Strutture e impianti
Corvetto, come tutte le altre stazioni della linea M3 è accessibile ai disabili. Rientra inoltre nell'area urbana della metropolitana milanese, all'interno del Municipio 4.
È dotata di un mezzanino collocato in profondità e ulteriormente in profondità vi è una banchina a isola situata all'interno dei binari, che risulta relativamente stretta rispetto alle altre stazioni della linea.
Presenta uscite nella piazza all'angolo con corso Lodi, via Polesine e viale Lucania.

## Interscambi
Nelle vicinanze della stazione effettuano fermata alcune linee urbane, filoviarie ed automobilistiche, gestite da ATM.
- Filobus: linea 93
- Autobus

## Servizi
La stazione dispone di:
- Accessibilità per portatori di handicap
- Ascensori
- Scale mobili
- Emettitrice automatica biglietti
- Servizi igienici
- Stazione video sorvegliata